# Dětské programovací jazyky
Dětské programovací jazyky jsou programovací jazyky, pro které jsou k dispozici vývojová prostředí vhodná pro děti či mládež ve věku i od 4-6 let. Na rozdíl od jiných programovacích jazyků se v těchto prostředích často neprogramuje pomocí textových příkazů, ale textové příkazy jsou nahrazeny ikonami, které se využívají pomocí myši metodou táhni-pusť.
Mezi dětské programovací jazyky řadíme zpravidla jazyky Logo (vznikl v roce 1967), Karel, Baltík, Petr, Scratch, Alice či Kodu Game Lab.